# Wybory parlamentarne na Węgrzech w 1945 roku

Podział mandatów w Zgromadzeniu Narodowym po wyborach parlamentarnych w 1945 roku.
w linii=tak – Niezależna Partia Drobnych Rolników
w linii=tak – Węgierska Partia Socjaldemokratyczna
w linii=tak – Narodowa Partia Chłopska
w linii=tak – Komunistyczna Partia Węgier
w linii=tak – Partia Demokratyczno-Obywatelska

Wybory parlamentarne na Węgrzech w 1945 roku, odbyły się w dniu 4 listopada. W wyborach zwyciężyła centroprawicowa Niezależna Partia Drobnych Rolników. W dniu 15 listopada utworzono rząd Zoltána Tildy'ego. Jednakże później ze względu na okupację Węgier przez wojska Związku Radzieckiego oraz wzrastanie w siłę Komunistycznej Partii Węgier, rozpoczęto tak zwaną „taktykę salami”, która ostatecznie doprowadziła w 1949 roku do zniesienia systemu wielopartyjnego na rzecz monopartii jaką była Komunistyczna Partia Węgier (późniejsza Węgierska Socjalistyczna Partia Robotnicza).

## Rezultaty wyborów
| Partia polityczna                                                                                   | Liczba głosów | % głosów | Liczba mandatów | Liczba mandatów | Liczba mandatów |
| Partia polityczna                                                                                   | Liczba głosów | % głosów | Lista okręgowa  | Lista narodowa  | Łącznie         |
| --------------------------------------------------------------------------------------------------- | ------------- | -------- | --------------- | --------------- | --------------- |
| Niezależna Partia Drobnych Rolników (FKgP)                                                          | 2 697 137     | 57,0     | 216             | 29              | 245             |
| Węgierska Partia Socjaldemokratyczna (SZDP)                                                         | 823 250       | 17,4     | 60              | 9               | 69              |
| Komunistyczna Partia Węgier (MKP)                                                                   | 801 986       | 17,0     | 61              | 9               | 70              |
| Narodowa Partia Chłopska (NPP)                                                                      | 324 772       | 6,9      | 20              | 3               | 23              |
| Partia Mieszczańsko-Demokratyczna (PDP)                                                             | 76 393        | 1,6      | 2               | 0               | 2               |
| Węgierska Partia Radykalna (MRP)                                                                    | 5763          | 0,1      | 0               | 0               | 0               |
| Głosy nieważne i puste karty                                                                        | 44 244        | –        | –               | –               | –               |
| Łącznie                                                                                             | 4 773 545     | 100      | 359             | 50              | 409             |
| Frekwencja                                                                                          | 5 160 499     | 92,6     | –               | –               | –               |
| Źródło: D. Nohlen, P. Stöver, Elections in Europe: A data handbook, s. 899, ISBN 978-3-8329-5609-7. |               |          |                 |                 |                 |

| Wybory parlamentarne na Węgrzech w 1945 roku | Wybory parlamentarne na Węgrzech w 1945 roku | Wybory parlamentarne na Węgrzech w 1945 roku | Wybory parlamentarne na Węgrzech w 1945 roku | Wybory parlamentarne na Węgrzech w 1945 roku |
| -------------------------------------------- | -------------------------------------------- | -------------------------------------------- | -------------------------------------------- | -------------------------------------------- |
|                                              |                                              | % głosów                                     |                                              |                                              |
| FKgP                                         |                                              | 57,00                                        |                                              |                                              |
| SZDP                                         |                                              | 17,40                                        |                                              |                                              |
| MKP                                          |                                              | 17,00                                        |                                              |                                              |
| NPP                                          |                                              | 6,90                                         |                                              |                                              |
| PDP                                          |                                              | 1,60                                         |                                              |                                              |
| MRP                                          |                                              | 0,10                                         |                                              |                                              |
|                                              |                                              |                                              |                                              |                                              |